# Jiang Yuan
Jiang Yuan (chinois : 姜嫄) est une figure importante de la mythologie et de l'histoire chinoises. Les sources indiquent qu'elle aurait vécu pendant les temps antiques de la Chine. Jiang Yuan est la mère de Houji, qui est un héros vénéré comme le dieu de Millet.

## Identité
Les femmes ne sont pas mentionnées dans les sources de son époque par un nom personnel, il semble que Jiang soit son nom de clan, peut-être lié à l'ethnie des Qiang,, un groupe humain soupçonné d'avoir été d'origine Tibéto-Birmane. Cependant, le chercheur Américain Christopher I. Beckwith a récemment proposé qu'ils puissent plutôt être d'origine Indo-Européenne. Sur la base de cette hypothèse, Beckwith suggère que Jiang Yuan appartenait à un clan d'origine Indo-Européenne. Yuan ne semble pas être un  nom de lignée, il s'agit plutôt d'un mot qui signifie « origine » ou « source », en référence à son rôle de mère de la famille royale Ji dans la dynastie des Zhou.

## Rôle
Jiang Yuan est la mère de Qi (aussi connu sous le nom de Houji), crédité dans la mythologie chinoise de la fondation du clan de Ji, qui allait établir la dynastie des Zhou. Elle est l'épouse de l'Empereur Ku, mais certaines versions  –  comme on en trouve dans l'hymne Zhou « à la Naissance de Notre Peuple » –  crédite Qi d'une naissance miraculeuse, après que Jiang Yuan soit passée sur une empreinte de pas ou sur celle de l'orteil gauche de la divinité suprême Shang Di. L'hymne fait référence à sa tentative de l'abandonner à trois reprises (son nom, Qi, signifie « l'Abandonné »).
Dans le récit rationaliste de Sima Qian, consigné dans les Registres du Grand Historien, elle est tout simplement la première épouse de l'Empereur Ku, Qi étant l'un de ses enfants. Cependant, dans son récit, il attribue le succès des Zhou comme étant dû principalement à deux femmes, Jiang Yuan et Tai-Ren. Il est possible qu'il ait pensé à créditer la vertu et la réussite de leurs enfants, mais aussi qu'elles aient représenté d'importantes alliances de mariage. Les Jiang ont été étroitement impliqués avec les Ji avant et après l'apogée de l'empire et Tai-Ren a, de même, représenté une importante connexion avec la dynastie des Shang.
Dans la religion traditionnelle chinoise, Jiang Yuan est adorée comme une déesse.

## Sources
- Christopher I. Beckwith, Empires of the Silk Road : A History of Central Eurasia from the Bronze Age to the Present, Princeton University Press, 16 mars 2009, 512 p. (ISBN 978-1-4008-2994-1 et 1-4008-2994-1, lire en ligne)
- (en) Terry F. Kleeman, Great Perfection : Religion and ethnicity in a Chinese millennial kingdom, Honolulu (T.H.), University of Hawaii Press, 1998, 251 p. (ISBN 0-8248-1800-8, lire en ligne)
- Yang, Lihui & al. Handbook of Chinese Mythology. Oxford Univ. Press (New York), 2005.  (ISBN 978-0-19-533263-6).